# Slanke skinken
Slanke skinken (Leiolopisma) zijn een geslacht van hagedissen uit de familie skinken (Scincidae).

## Naam en indeling
De wetenschappelijke naam van de groep werd voor het eerst voorgesteld door André Marie Constant Duméril en Gabriel Bibron in 1839. Er zijn vijf soorten, waarvan er één is uitgestorven. Veel soorten die vroeger tot dit geslacht werden gerekend, zijn tegenwoordig bij andere geslachten ingedeeld, zoals Pseudemoia en Carlia.

## Verspreiding en habitat
Alle soorten komen voor op verschillende eilanden; Fiji, Réunion en Mauritius. Van de soort Leiolopisma fasciolare werd lange tijd gedacht dat de hagedis op Nieuw-Zeeland leefde maar dit wordt tegenwoordig in twijfel getrokken.
Door de internationale natuurbeschermingsorganisatie IUCN is aan drie soorten een beschermingsstatus toegewezen. Leiolopisma telfairii wordt beschouwd als 'kwetsbaar' (Vulnerable of VU), Leiolopisma alazon wordt gezien als 'ernstig bedreigd' (Critically Endangered of CR). Één soort, de mauritiusskink (Leiolopisma mauritiana) is uitgestorven. Ook van de soort Leiolopisma ceciliae wordt vermoed dat de skink is uitgestorven, deze soort is alleen beschreven op basis van subfossiele resten.

## Soorten
Het geslacht omvat de volgende soorten, met de auteur en het verspreidingsgebied.
| Naam                                      | Auteur              | Verspreidingsgebied     |
| ----------------------------------------- | ------------------- | ----------------------- |
| Leiolopisma alazon                        | Zug, 1985           | Fiji                    |
| Leiolopisma ceciliae                      | Arnold & Bour, 2008 | Réunion                 |
| Leiolopisma fasciolare                    | Girard, 1858        | Nieuw-Zeeland           |
| † Mauritiusskink (Leiolopisma mauritiana) | Günther, 1877       | Mauritius               |
| Leiolopisma telfairii                     | Desjardins, 1831    | Mauritius (Round Island |